# Laingiococcus painei
Laingiococcus painei är en insektsart som först beskrevs av Robert Malcolm Laing 1930.  Laingiococcus painei ingår i släktet Laingiococcus och familjen ullsköldlöss. Inga underarter finns listade i Catalogue of Life.